# 倭负鼠属
倭负鼠属（学名：Chacodelphys）是负鼠科下的一个属。

## 下属物种
本属包括以下物种：
- 倭负鼠 Chacodelphys formosa